# 星健二
星 健二（ほし けんじ、1936年 - 2017年8月16日）は、岐阜県恵那市出身で、高山市を中心に活動していた流しの歌手である。本名、渡辺 武。流しのケンちゃんの愛称で親しまれていたほか、「夜の高山の名物男」などとも呼ばれていた。2017年8月16日死去、享年81歳。

## 略歴
- 1936年、岐阜県恵那市にて出生[1]。朝日新聞によれば、その後、27歳で高山市内に定住するまではセールスマン、土木作業員、バーテンダーと職を変え、各地を転々とした[1]。
- 1963年、富山県経由で高山市内に移り、当地にて結婚し定住することを決める[1]。この頃の後輩の流し歌手の中に、後に『奥飛騨慕情』で有名になる演歌歌手の竜鉄也がおり[1]、後年、竜が死去した際には、高山市内の病院にて竜の枕元でその死を見届けている[2]。
- 1980年代以降は、カラオケの普及により流しの出番も激減[1]。仲間が続々と減り続ける中、星は働き続けた[1]。
- その後、時が経ち80歳を過ぎても一晩20軒以上の居酒屋やスナックを回り、声がかかるのを待った[1]。客の歌にギターで伴奏したり、酒に付き合って身の上話を聞くなどしていたという[1]。
- 2014年、CBCテレビのノブナガの企画、『思い出かけっこ』に出演[3]。
- 2017年8月15日、通常通りネオン街へ出かけ、深夜に帰宅[1]。入浴中、心臓の病気で亡くなっているのを星の妻が発見した[1]。享年81歳であった[1]。

## 人物評
- 旧知の高山市内の歯科医は、星の死後、朝日新聞に「お客に何言われても、入り口で断られても、いつもにこにこして、ずっと低姿勢だった」としたうえで、星の死について「太くて低い声で歌うケンちゃんの『雪が降る』は高山の冬によく合いました。昔のまんまの流しの時代がとうとう去った気がして、寂しいなあ」と語ったという[1]。

## 脚註
1. 1 2 3 4 5 6 7 8 9 10 11 12 13 14 15 16  流しのケンちゃん逝く　夜の高山の名物男、生涯現役（朝日新聞　2017年9月7日02:03配信）2017年11月20日確認
2. ↑  2011年2月19日　朝日新聞　夕刊8面　東海地方版　『■【演歌歌手　竜鉄也さん】[踏まれて咲く　花の哀愁]』
3. ↑  高山の夜（CBC公式ブログサイト内　西本ファビアン　2014年4月13日）2017年11月20日確認